# Фторид бериллия
Фтори́д бери́ллия — бинарное неорганическое химическое соединение бериллия и фтора, химической формулой BeF2, бериллиевая соль фтористоводородной кислоты. Токсичен и канцерогенен, как и все соединения бериллия. Попадание пыли, содержащей галогениды, оксид и другие соединения бериллия, в лёгкие вызывает бериллиоз.
Бесцветные кристаллы или стеклообразная масса. Хорошо растворяется в воде при комнатной температуре. Гидролизуется в горячей воде. Плохо растворяется в этаноле. Образует кристаллогидраты.

## Получение
Синтезом из элементов:
{\displaystyle {\ce {Be + F2 -> BeF2}}}.
Действием газообразного фтористого водорода на оксид, гидроксид или карбонат бериллия:
{\displaystyle {\ce {BeO{}+2HF->[220~{\ce {^{o}C}}]BeF2{}+H2O;}}}
{\displaystyle {\ce {Be(OH)2 + 2 HF -> BeF2 + 2 H2O;}}}
{\displaystyle {\ce {BeCO3 + 2 HF -> BeF2 + CO2 ^ + H2O}}}.
Действием фтора на оксид бериллия:
{\displaystyle {\ce {2BeO{}+2F2->[400~{\ce {^{o}C}}]2BeF2{}+O2}}}.
В промышленности фторид бериллия получают из загрязнённого гидроксида бериллия, получаемого при переработке бериллиевых руд, обработкой его гидрофторидом аммония с получением тетрафторбериллата аммония:
{\displaystyle {\ce {Be(OH)2 + 2 (NH4)HF2 -> (NH4)2[BeF4] + 2 H2O}}}.
Ион тетрафторида бериллия {\displaystyle {\ce {BeF4^{2-}}}} устойчив и полученный раствор тетрафторбериллата аммония очищают осаждением из него различных примесей в виде гидрооксидов металлов, который затем разлагают нагреванием:
{\displaystyle {\ce {(NH4)2[BeF4]{}->[800-1100~{\ce {^{o}C}}]BeF2{}+2NH4F}}}.

## Физические свойства
Фторид бериллия образует бесцветные гигроскопические кристаллы гексагональной сингонии, решетка типа α-кварца с параметрами a = 0,4750 нм, c = 0,5186 нм, Z = 3.
Также известна тетрагональная модификация с параметрами ячейки a = 0,660 нм, c = 0,674 нм, Z = 8.
Расплав фторида бериллия представляет собой вязкую жидкость с низкой электропроводностью. При затвердевании расплава образует стеклообразную массу.

## Химические свойства
Водные растворы имеют кислую реакцию вследствие гидролиза по катиону:
{\displaystyle {\ce {Be^{2+}\ + H2O -> BeOH^+ + H^+}}}.
Безводный фторид бериллия получают нагреванием кристаллогидрата в токе фтористого водорода:
{\displaystyle {\ce {BeF2.H2O->[150~{\ce {^{o}C}}]BeF2{}+H2O}}}.
При нагревании кристаллогидрата на воздухе образуется оксифторид бериллия:
{\displaystyle {\ce {2BeF2.H2O->[{\ce {t~^{o}C}}]Be2OF2{}+2HF}}}.
Разлагается в водных растворах при кипячении:
{\displaystyle {\ce {BeF2{}+2H2O->[100~{\ce {^{o}}}{\ce {C}}]Be(OH)2v}}} {\displaystyle {\ce {{}+ 2 HF ^}}}.
Разлагается сильными концентрированными кислотами, например, в серной кислоте с образованием сульфата бериллия и фтороводорода:
{\displaystyle {\ce {BeF2 + H2SO4 -> BeSO4 v + 2 HF ^}}}.
Со щелочами реагирует по-разному в зависимости от концентрации с образованием гидроксида бериллия или бериллата щелочного металла, например, с гидроксидом натрия:
{\displaystyle {\ce {BeF2 + 2 NaOH -> Be(OH)2 v + 2 NaF;}}}
{\displaystyle {\ce {BeF2 + 4 NaOH -> Na2[Be(OH)4] + 2 NaF}}}.
Со фторидами щелочных металлов и аммония образует комплексные соединения — тетрафторбериллаты, из которых тетрафторбериллат натрия малорастворим в воде:
{\displaystyle {\ce {BeF2 + 2 NaF -> Na2[BeF4] v}}}.
В промышленности металлотермическим восстановлением металлическим магнием в графитовом тигле получают металлический бериллий:
{\displaystyle {\ce {BeF2{}+Mg->[700~{\ce {^{o}C}}]Be{}+MgF2}}}.

## Применение
- В производстве металлического бериллия.
- Компонент специальных стёкол.
- Относительно легкоплавкая (температура плавления 360—459 °C) смесь со фторидом лития используется в качестве теплоносителя и растворителя тетрафторида урана в ядерных реакторов на расплавленных солях[1].
- В биохимии, в основном в кристаллографии белков, как заменитель фосфатов. АДФ и фторид бериллия имеют сродство к сайтами АТФ и свойство ингибировать действие белков, что позволяет кристаллизовать белки в связанном состоянии[2][3].

## Токсичность
Фторид бериллия как и все соединения бериллия ядовит. Присутствие фтора в соединении ещё более увеличивает токсичность соединения.
ЛД50 для мышей составляет приблизительно 100 мг/кг перорально и около 1,8 мг/кг при внутривенном введении.